# Palazzo Capone
Le Palazzo Capone est un bâtiment historique de Naples relié à la façade extérieure de la célèbre galerie Umberto I donnant sur la via Santa Brigida, dans le quartier de San Ferdinando.

## Histoire

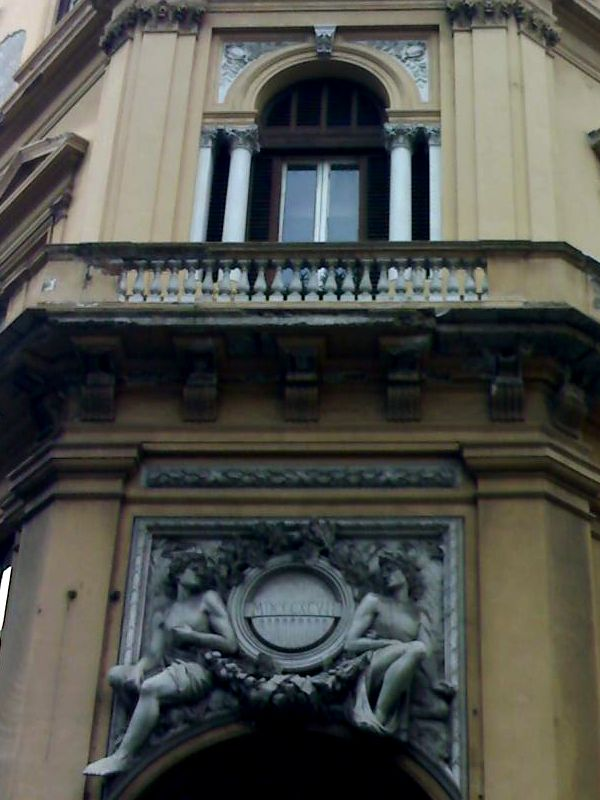
Détail du bâtiment

Le bâtiment, à ne pas confondre avec les quatre bâtiments de la galerie dont les entrées sont situées sous le niveau du dôme, se trouve sur la Via Santa Brigida, à l'intersection de la Via Giuseppe Verdi (alors appelée Via Municipio). Au moment de la construction de la galerie, le projet d’Emanuele Rocco (repris plus tard par Antonio Curri et Ernesto di Mauro), qui imaginait une galerie à quatre bras qui se croisait lors d’une croisière octogonale recouverte d’un dôme, n’était en aucun cas prévu.
Le théâtre projeté, qui aurait eu des décorations en rapport avec celles de la galerie, n'a jamais été construit. C’est en fait la même municipalité qui a rejeté l’œuvre, la jugeant superflue, car située dans un quartier de la ville où se trouvaient déjà d’autres théâtres importants, tels que le Teatro San Carlo, le Teatro Mercadante et le Salone Margherita.
Le palais Capone était donc resté debout, confirmant sa fonction de résidence civile. Dans les années suivantes, cependant, plusieurs projets ont vu le jour, mettant en lumière des travaux concernant l'accès au même bâtiment. Finalement, l'idée de "couper" le bord du bâtiment fut approuvée, créant ainsi un portail d'accès d'un style et d'un caractère compatibles avec l'ensemble de la galerie.
Les travaux du bâtiment ont été achevés neuf ans après l’inauguration de la galerie, soit en 1899.